# آرتور قازینیان
آرتور گاگیکی قازینیان (ارمنی: Արթուր Գագիկի Ղազինյան؛ زادهٔ ۱۰ نوامبر ۱۹۷۸) یک حقوق‌دان، سیاستمدار اهل ارمنستان است که از تاریخ ۲۰۲۱ تا تاریخ ۲۰۲۶ سمت نمایندگی دوره هشتم مجلس ملی جمهوری ارمنستان را برعهده داشت.

## زندگی‌نامه
در ۱۰ نوامبر ۱۹۷۸ در ایروان به دنیا آمد و از دانشکده حقوق دانشگاه دولتی ایروان (۲۰۰۱) فارغ‌التحصیل شد. 

## یادداشت
1. ↑  իրավաբանական գիտությունների թեկնածու